# Instalment - Abzahlung - Tempérament - Afbetaling
Instalment - Abzahlung - Tempérament - Afbetaling er en dansk dokumentarfilm fra 1974 med instruktion og manuskript af Henning Nystad.

## Handling
Humoristisk fabel om afbetalingssystemets velsignelser - og dets konsekvenser.